# Бойня номер п'ять (фільм)
«Бойня номер п'ять» (англ. Slaughterhouse-Five) — художній фільм 1972 року за романом Курта Воннеґута Бойня номер п'ять, або Хрестовий похід дітей. Сценаристом виступив Стівен Геллер, режисером став Джордж Рой Гілл. У ролях Майкл Сакс, Рон Лейбман і Валері Перрін, а також Юджин Роуч, Шарон Ганс, Голлі Нір і Перрі Кінг. Сцени, поставлені У Дрездені, були зняті в Празі, інші сцени знімалися У штаті Міннесота.
Воннегут писав про фільм незабаром після його виходу на екран, у передмові до Між часом і Тімбукту:
|  | Я люблю Джорджа Роя Гілла і «Universal Pictures», які зробили бездоганний переклад мого роману Бойня номер п'ять на кіноекрані … я пускаю слину і кудкудакаю кожен раз, коли дивлюся цей фільм, тому що це настільки гармонійно з тим, що я відчував, коли я писав книгу. |

## Сценарій кінофільму
Фільм — роман-розповідь від першої особи Біллі Пілігрима, який стає «відключеним від часу» і проживає події свого життя у випадковому порядку, а після всього переноситься на планету Тральфамадор. Особливий акцент зроблено на досвіді героя під час Другої світової війни, бомбардуванні Дрездена у Другій світовій війні, а також часі, проведеному з військовополоненими колегами Едгаром Дербі (Юджин Роуч) та психопатичним Полем Лаззаро (Рон Лейбман). Також зображено його життя, як чоловіка Валенсії (Шарон Ганс), і батька Барбари і Роберта (Холлі Нір та Перрі Кінг), як вони іноді насолоджуються своїм життям у достатку в Іліоні, Нью-Йорк. Фігурують сцени з філософією батька Біллі Пілігрима «пливи або потопай». Сцени позаземного життя на Тральфамадорі разом з Голлівудською зіркою Монтаною Вайлдгек (Валері Перрін).

## Ролі
| Актор                 | Роль                                           |
| --------------------- | ---------------------------------------------- |
| Майкл Сакс            | Біллі Пілігрим                                 |
| Рон Лейбман           | Поль Лаззаро                                   |
| Юджин Роч             | Едгар Дербі                                    |
| Шарон Ганс            | Валенсія Марбл Пілігрим                        |
| Валері Перрін         | Монтана Вайлдгек                               |
| Холлі Ніррі           | Барбара Пілігрим                               |
| Перрі Кінг            | Роберт Пілігрим                                |
| Кевін Конвей          | Роланд Вірі                                    |
| Фрідріх фон Ледебуром | німецький командир                             |
| Екхард Белл           | молодий німецький охоронець                    |
| Соррелл Бук           | Ліонель Марбл                                  |
| Робертс Блоссом       | Дикий Боб Коді                                 |
| Джон Ленер            | Професор Рамфорд                               |
| Гарі Вейнсміт         | Стенлі                                         |
| Річард Шааль          | Говард У. Кемпбелл-молодший.                   |
| Гільмер Маккормік     | Лілі Рамфорд                                   |
| Стен Готтліб          | Гобо                                           |
| Карл-Отто Альберті    | німецький охоронець другої групи               |
| Генріх Бамстед        | Еліот Роузвотер                                |
| Люсіль Бенсон         | Матір Біллі                                    |
| Джон Вуд              | англійський офіцер у титрах поданий як Том Вуд |

## Відмінності від роману
- Весь пролог, під назвою «Хрестовий похід дітей», у якому Воннегут зустрічається зі своїм старим фронтовим приятелем опущений, щоб зосередитися на «вигаданій» історії Біллі Пілігрима. Перша сцена, яка фокусує на друкуванні листа Біллі Пілігримом у редакцію газети, насправді написана набагато пізніше.

- Деякі елементи роману відсутні у фільмі. Відсутні персонажі Кілгор Траут і сам Воннегут. Епізод, де Біллі Пілігрим дивиться фільм про бомбардування у період Другої світової війни спочатку нормально, а згодом реверсивно, також відсутній, оскільки він не вміщався у хронометраж фільму, хоча Воннегут шкодував про це. Роман містить неодноразові посилання на комах у бурштині, які відсутні у фільмі. Сцена викрадення Біллі Пілігрима у фільмі коротша, а також відсутні детальний опис зовнішнього вигляду літаючої тарілки, 100 футів в діаметрі, з пурпуровим світлом, яке пульсує навколо ілюмінаторів.

- Розстріл Дербі у фільмі відбувається відразу після того, як він знаходить невелику порцелянову статуетку на руїнах Дрездена. У романі його спершу віддали під суд, а згодом розстріляли за викрадення зброї. Сцена, де в листі до дружини Дербі описує значення фігурки, теж придумана для фільму.

- Філософія Тральфамадору про смерть і смертність і фраза-рефрен «Бува й таке», не подається у фільмі, проте у романі вона звучить сто шістнадцять разів.

- Наприкінці фільму Біллі допомагає своїм приятелям зібрати величезний годинник діда. Та коли входять російські війська і Біллі Пілігрим помирає, його друзі ховають його під годинником. Ця сцена (тиск часу на Біллі Пілігрима) прекрасно вписується в сюжет, у романі її немає.

- В кінці роману з'являється пташка, яка питає Біллі: «Ф'юїть-фіть?». У фільмі цього нема.

## Музика
Бойня номер п'ять — перший художній фільм, для якого Гленн Гульд написав музику. У цьому випадку були оцифровані з платівок Варіації № 25 з Гольдберзьких варіацій Йоганна Себастьяна Баха, третю частину «Alegro» Концерт для клавесину № 3 ре мажор і друга частина «Largo» Концерт для клавесина № 5. Насправді Глен Гулд додав мало музики у сюжетний розвиток минулого часу, а основу саундтреків складали атмосферні витяги з потрійного альбому Дугласа Лідіа Entropical Paradise. У сцені, де головний герой вперше потрапляє у Дрезден, звучить остання частина Брандебурзького концерту Йоганна Себастьяна Баха.

## Нагороди
- 1972 — Каннський кінофестиваль
  - Приз журі — Джордж Рой Гілл

- 1972 — Премія «Сатурн»
  - Найкращий науково-фантастичний фільм

- 1973 — Премія Г'юґо
  - Премія Г'юґо за найкращу драматичну постановку

## Номінації
- 1972 — Каннський кінофестиваль
  - Золота пальмова гілка — Джордж Рой Гілл

- 1973 — Премія Золотий глобус
  - Найперспективніший актор-новачок серед чоловіків — Майкл Сакс